# Кеђа (Сату Маре)
Кеђа (рум. Chegea) насеље је у Румунији у округу Сату Маре у општини Сакашени. Oпштина се налази на надморској висини од 176 m.

## Становништво
Према подацима из 2002. године у насељу је живело 237 становника, од којих су сви румунске националности.